# Friedrich Erbslöh
Friedrich Erbslöh (* 30. Mai 1918 in Berlin; † 21. Oktober 1974 in Gießen) war ein deutscher Neurologe.
Erbslöh entstammte einer Wuppertaler Kaufmannsfamilie. Er studierte Medizin in Freiburg i. Br., Leipzig und Berlin und schloss sein Studium 1943 mit der Promotion ab. Noch im selben Jahr wurde er als Soldat eingezogen, nahm am Zweiten Weltkrieg an verschiedenen Kriegsschauplätzen als Sanitätsoffizier teil und wurde an der Ostfront schwer verwundet. 1945 trat Erbslöh als Volontärassistent in das Pathologische Institut der Düsseldorfer Akademie ein. In den folgenden Jahren wirkte er in Düsseldorf und München, habilitierte sich 1954, wurde Oberarzt und Privatdozent und 1961 Professor. Seit 1963 war er der Leiter der Neurologischen Universitätsklinik in Gießen.
Seine wissenschaftliche Domäne waren die neuromuskulären Erkrankungen. 1963 richtete er die erste neurologische Intensivstation in Deutschland ein. 1972 wurde er Präsident der Deutschen Gesellschaft für Neurologie. Über einhundert wissenschaftliche Veröffentlichungen entstammen seiner Feder.
Am 22. Oktober 1974 brachten Presse, Rundfunk und Fernsehen die Meldung „Gießener Gehirn-Professor in Klinik ermordet“. Eine 45-jährige Frau hatte von Erbslöh die Herausgabe ihres schwer muskelkranken in der Klinik befindlichen 21-jährigen Sohnes verlangt. Nachdem Erbslöh mit dem Hinweis auf die Behandlungsbedürftigkeit des Patienten und dessen Mündigkeit die Entlassung verweigerte, schoss die Frau aus geringer Distanz fünfmal auf ihn.
Der Erweiterungsbau der Neurologischen Universitätsklinik Gießen trägt seit seiner Einweihung am 29. Oktober 1975 den Namen „Friedrich-Erbslöh-Haus“. Eine Gedenktafel hängt im Foyer.
Erbslöh war verheiratet und hinterließ fünf Kinder. Der Maler Adolf Erbslöh war sein Onkel zweiten Grades.